# Championnats d'Afrique de slalom de canoë-kayak 2012
Les Championnats d'Afrique de slalom 2012 sont la troisième édition des Championnats d'Afrique de slalom de canoë-kayak. Ils ont lieu du 3 au 4 février 2012 sur l'As à Bethlehem, en Afrique du Sud.
La compétition est qualificative pour les Jeux olympiques d'été de 2012, sauf pour l'épreuve de canoë biplace hommes. 

## Médaillés
| Épreuves   | Or                                           | Argent                     | Bronze             |
| ---------- | -------------------------------------------- | -------------------------- | ------------------ |
| K1 hommes. | Johnathan Akinyemi (NGA)                     | Benjamin Boukpeti (TOG)    | Mehdi Rouich (MAR) |
| K1 femmes  | Jihane Samlal (MAR)                          | Debra Prossy Mirembe (UGA) | Grace Maina (KEN)  |
| C1 hommes, | Siboniso Cele (RSA)                          | Lindelani Ngidi (RSA)      | Mokutu Ntoe (RSA)  |
| C2 hommes. | Afrique du Sud Jabulani Mofokeng Mokutu Ntoe | Non attribuée              | Non attribuée      |